# 天球仪

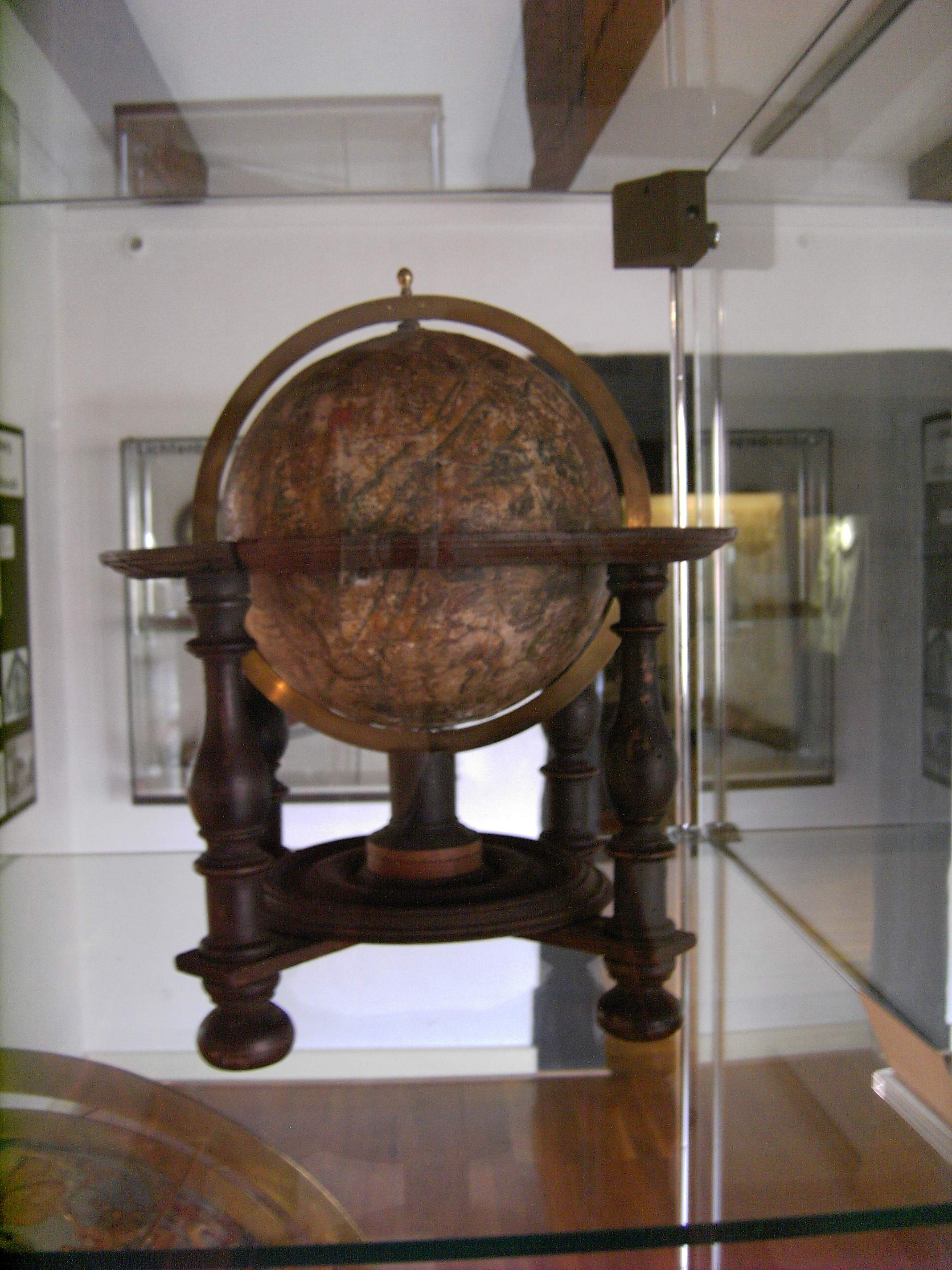
天球仪

天球仪是将星空表示在一个球上的一种天文仪器。在天球仪上恒星和星座的位置可以不变形地显示出来，但是观看一个天球仪的人是从仪器的外面来看它上面显示的星座的，因此它实际上是天球的一个镜像反射。
在过去天球仪非常普及，它有以下这些好处：
1. 假如一台天球仪制造得非常精确的话它可以不变形地从任何角度来显示星空
2. 与一个同样大小的地球仪结合在一起它是一台非常精确和准确的计算仪器

早在古代天球和地球仪就出现了，托勒密描写过制造天球仪的方法。在中世纪晚期天球仪非常普及。后来的天球仪也非常注重其艺术表现。许多宫廷天文学家为其雇主制作过天球仪。有些天球仪结合在太阳系仪中，带有机械的驱动。奥地利国家图书馆拥有世界上最大的天球仪的收集。
今天出售的除了有天球仪和地球仪外还有表示個天體表面地形的月球儀、火星儀和金星儀。